# Susan Kuklin
Susan Kuklin (Filadèlfia, Pennsilvània, 1941) és una escriptora i fotògrafa estatunidenca.

## Biografia
A l'edat de vuit anys, va decidir convertir-se en ballarina. Va prendre ballet i claqué. A més va estudiar francès. Arribada l'adolescència, canvià la dansa pel teatre; segura que es convertiria una actriu de teatre. La seva família no estava convençuda de la decisió que havia pres, però van impedir que complís els seus somnis. Afortunadament, a la seva ciutat natal, Filadèlfia, es feien audicions fora de la ciutat abans dels espectacles de Broadway. Estava constantment en el teatre. Els estius a la platja d'Atlantic City van donar pas a llargues hores pintant en el teatre d'estiu de Filadèlfia, el Playhouse in the Park.
Susan es va especialitzar en teatre en la Universitat de Nova York, on també va començar a dirigir obres de teatre. A més va estudiar actuació a l'Escola Herbert Berghof. "Convertir-se en un personatge d'una obra de teatre va ser molt divertit. No era que no m'agradés ser jo, simplement tenia curiositat per saber com era ser una altra persona" afirmava Kuklin.
Començà a explorar el món a través del visor de la càmera Leica, regal del seu oncle. Fingia que els seus ulls eren la lent de càmera, i caminava pel carrer escrivint fotografies mentals. D'alguna manera, aquest divers fons es va fusionar quan es convertí en fotògrafa i escriptora de no-ficció.
Es va graduar a la Universitat Teatral de Nova York, més tard va estudiar actuació a l'Escola Herbert Berghof. Mentre feia el postgrau va començar a dirigir obres de teatre. En acabar el postgrau el seu oncle li va regalar una càmera Leica, gràcies a aquest fet va començar la seva passió per la fotografia, avui dia algunes de les seves fotografies han sigut publicades al New York Times.
Es va casar amb Bailey, amb qui es van mudar a Knoxville, Tennessee. Mentre Bailey ensenyava en la Facultat de Dret de la Universitat de Tennessee, ella es dedicava a la fotografia. Va usar tots els seus estalvis per a comprar-se la seva pròpia Leica com a regal de noces. Durant dos anys, va intentar seguir l'exemple dels seus fotògrafs favorits com Walker Evans i Dorothea Lange, fotografiant a les famílies de les muntanyes dels Apalatxes, amb l'ajuda d'un grup local de Planned Parenthood. Quan van tornar a Nova York, Susan va presentar el seu dossier, Appalachian Families, a directors d'art de diaris i revistes, però aquesta no va ser ben rebuda. Alguns directors d'art van riure i van dir que les fotografies en blanc i negre eren antiquades. Aleshores, a partir d'aquí, va començar a fer tasques amb les principals revistes i diaris.

## Projectes
Durant una tasca, Susan va conduir a la policia i els agents encoberts al sud del Bronx. Les seleccions d'aquest i altre assaig fotogràfic sobre la SIDA són a la col·lecció permanent del Museu de la Ciutat de Nova York.
Per a una altra tasca, fotografià a George Balanchine mentre va assajar els magnífics ballarins del Ballet de la Ciutat de Nova York.
El professor Herbert Terrace de la Universitat de Colúmbia la va convidar a ser la fotògrafa en un experiment científic d'avantguarda que tenia a veure amb el llenguatge i el comportament animal. Nim Chimpsky, que fa el nom del lingüista Noam Chomsky, va ser criat com un nen humà. Se li va ensenyar a imitar el llenguatge de senyals americà perquè els simis no tenen cordes vocals que els permetin parlar com a Homo sapiens. Molt ràpidament en Nim va aprendre unes 150 paraules. Les fotografies d'aquest projecte es van fer servir en dos llibres, un dels quals era un llibre infantil anomenat The Story of Nim, The Chimpanzee Who Learned Language, escrit per Anna Michel (Knopf). Susan va descobrir el seu amor per la publicació infantil, i ha estat la seva llar des de llavors. "El que m'encanta ser un autor de no-ficció és que puc passar temps amb persones de tots els àmbits de la vida. Des d'estrelles del ballet fins a adolescents al corredor de la mort, la meva feina com a escriptora i fotògrafa de no-ficció contemporània per a joves m'ha donat un seient a primera fila al fascinant, exasperant, complicat i misteriós teatre anomenat vida".

## Obra publicada
- Taking My Cat to the Vet (1988)
- Going to My Ballet Class (1989)
- Going to My Nursery School (1990)
- Going to My Gymnastics Class (1991)
- How My Family Lives in America (1992)
- Fighting Fires (1993)
- After a Suicide (1994)
- From Head to Toe (1994)
- Fireworks: The Science, the Art, and the Magic (1996)
- Dance!, with Bill T. Jones (1998)
- Iqbal Masih and the Crusaders Against Child Slavery (1998)
- The Harlem Nutcracker, with Donald Byrd (2001)
- Hoops with Swoopes, illustrated by Sheryl Swoopes (2001)
- Trial: The Inside Story (2001)
- What Do I Do Now?: Talking about Teen Pregnancy (2001)
- From Wall to Wall (2002)
- All Aboard!: A True Train Story (2003)
- Families (2006)
- No Choirboy: Murder, Violence, and Teenagers on Death Row (2008)
- Beautiful Ballerina, with Marilyn Nelson (2009)
- Beyond Magenta: Transgender Teens Speak Out (2014)
- We Are Here to Stay: Voices of Undocumented Young Adults (2019)
- In Search of Safety: Voices of Refugees (2020)